# Піплмувер (Венеція)
45°26′30″ пн. ш. 12°18′37″ сх. д. / 45.441785° пн. ш. 12.310315° сх. д.
Піплмувер у Венеції, Італія (італ. People Mover) 

— міська автоматизована мережа перевезення пасажирів з естакадними коліями, малою колією та малогабаритним рухомим складом. 
Має канатну тягу рухомого складу, аналогічно фунікулеру або канатному трамваю. 
На всіх станціях встановлені платформні розсувні двері.

## Історія
План створення транспортної мережі, яка сполучила б острів Тронкетто, Морський вокзал Венеції та П'яццале-Рома, виник в 1996 році та був остаточно затверджений у грудні 2000 року. 
Наприкінці 2001 року з цього питання було укладено рамкову угоду між усіма заінтересованими органами: муніципалітетом Венеції, урядом провінції Венеція, органами контролю архітектурної спадщини, державними залізницями та керівництвом порту Венеції.
Реалізація проекту зі спорудження автоматичного рейкового транспорту в 2002 році була доручена ASM (компанія Венеції, яка займається організацією громадського транспорту у місті). 
Після низки дискусій та додаткових погоджень у грудні 2004 року остаточний проект було затверджено, і розпочалася процедура вибору підрядників на конкурсній основі.
Початкова кошторисна вартість будівництва становила 16 млн євро і передбачала як джерела фінансування як кошти ASM, так і державне фінансування по лінії міністерства фінансів 
. 
Остаточна вартість будівництва склала 22,7 млн. євро через незаплановані роботи з підземних комунікацій 
.
Монтаж системи канатної дороги виконало італійське відділення австрійської компанії Doppelmayr/Garaventa Group
, 
будівельні роботи - тимчасово створений консорціум у складі компаній SACAIM SpA, SICOP Srl та Doppelmayr.
Будівництво системи почалося в 2007 році і формально його відкриття відбулося 19 грудня 2009 року, із затримкою приблизно в один рік проти запланованого 
, 
після чого підрозділом міністерства інфраструктури та транспорту Італії проводилися відповідні випробування. 
Очікувалося, що комерційні перевезення пасажирів розпочнуться у березні 2010 року, але насправді реальний запуск системи в експлуатацію відбувся 19 квітня 2010 
.

## Опис
Лінія завдовжки 870 м має 3 станції. 
Для реалізації цієї мережі було використано обладнання Cable Liner «Bypass» австрійської фірми «Doppelmayr Cable Car». 
Принцип дії цієї мережі аналогічний фунікулеру: два 4-х вагонних безмоторних потяги постійно зафіксовані на канатній тязі і рухаються по трасі у протилежних напрямках. Місткість кожного вагону – 50 пасажирів. 

На трасі мережі споруджено одну колію з роз'їздом для вагонів посередині дистанції. 
На трасі відсутній суттєвий ухил, що відрізняє цю мережі від класичного фунікулера: максимальний ухил на дільниці біля каналу Тронкето 6,2%, на інших дільницях не більше 5% 
.
Зі станції «П'яццале-Рома» є пересадка на міські автобуси та перехід до залізничного вокзалу, з обох кінцевих – на таксі, з усіх трьох – на вапоретто та інший міський водний транспорт. 
Поруч зі станцією «Маріттіма» знаходиться пасажирський морський термінал, а на острові Тронкетто — причал автомобільного порома на острів Лідо-ді-Венеція і до Пунта-Саббіоні на курорті Кавалліно-Трепорті, а також автомобільні та автобусні стоянки.
Піплмувер включений до загальної системи тарифів та квитків наземного (не водного) транспорту міста 
.
Квитки можна придбати в квиткових автоматах, розташованих у приміщеннях станцій, а також в агентствах «Venezia Unica» і в інших авторизованих продавців 
.